# Jeanne Arland Peterson
Jeanne Arland Peterson (* 1921 in Minneapolis; † 23. Juni 2013 in Eden Prairie) war eine US-amerikanische Jazzpianistin und Sängerin, die in der Musikszene der Metropolregion Minneapolis–Saint Paul aktiv war.

## Leben und Wirken
Jeanne Arland stammte aus einer musikalischen Familie und begann mit 15 Jahren mit ihrem Bruder in einer Band zu singen. Zur gleichen Zeit spielte sie am Klavier Partituren in einem Musikladen vor; es folgten Auftritte in Ballrooms und Nachtclubs während der Schulzeit. 1938 trat sie in den Twin Cities im Club Coconut Grove auf; sie war dann für zwei Jahrzehnte Vokalistin bei der Radiostation WCCO, begleitet von ihrem Ehemann Willard O. „Willie“ Peterson (1943–1969), der das Orchester des Senders leitete. Nach dessen Tod 1969 übernahm sie dessen Posten als Organist der Minnesota Twins im Met Stadium in Bloomington.
Zugunsten ihrer Familie beschränkte sie ihre Karriere einen Großteil ihres Lebens auf Auftritte in Minnesota, was ihre Erfolgsoptionen verringerte. Sie war mit der Sängerin Peggy Lee befreundet und trat mit Stars wie Bob Hope, Perry Como und Roy Eldridge auf. Zu den Höhepunkten ihrer Karriere gehört ein Konzert im Met Stadium 1958 als Sängerin in einem George-Gershwin-Programm der Minneapolis Symphony unter Leitung von Paul Whiteman. 1988 tourte sie in der Sowjetunion mit der Frauenband Women Who Cook. Sie spielte auch mit Doc Severinsen,  Diahann Carroll, Dottie Dodgion, Mary Fettig, Mary Osborne, Marian McPartland und 1993 mit dem Minnesota Orchestra; außerdem ging sie auf Tourneen in den USA, und Europa. Unter eigenem Namen legte Peterson sechs Alben vor, zuletzt 88 Grand (2009). All ihre fünf Kinder wurden professionelle Musiker, mit denen sie in ihren späteren Jahren zusammen auftrat. Ihr letztes Konzert gab sie im Dezember 2012 im Hopkins Center for the Arts. Sie erhielt mehrere Auszeichnungen, darunter den Arts Midwest Jazz Masters 1998 und die Aufnahme in die Minnesota Music Hall of Fame.